# Ditrichopsis
Ditrichopsis là một chi rêu trong họ Ditrichaceae.